# Aéroport de Toulouse Francazal
Pour les articles homonymes, voir Aéroport de Toulouse.
L'aéroport Toulouse Francazal (code OACI : LFBF) est un aéroport civil français situé sur les communes de Cugnaux et Portet-sur-Garonne en banlieue sud-ouest de Toulouse, département de la Haute-Garonne région Occitanie.

## Situation

### Géographie
L'aérogare de l'aéroport Toulouse Francazal est située sur la commune de Portet-sur-Garonne, en limite avec la commune de Cugnaux.
La piste se trouve intégralement sur le territoire de ces deux communes.
Il se situe à 9 km à vol d'oiseau de la place du Capitole de Toulouse.

### Climat
Le climat de l'aéroport est de type tempéré avec des influences océanique, méditerranéenne et continentale, caractérisé par un été sec et chaud, un automne bien ensoleillé, un hiver doux et un printemps marqué par de fortes pluies et des orages parfois violents. Les vents dominants sont, par ordre d'importance, le vent d'ouest, le vent de sud-est (aussi appelé vent d'autan) et le vent du nord, nettement moins fréquent.

## Histoire

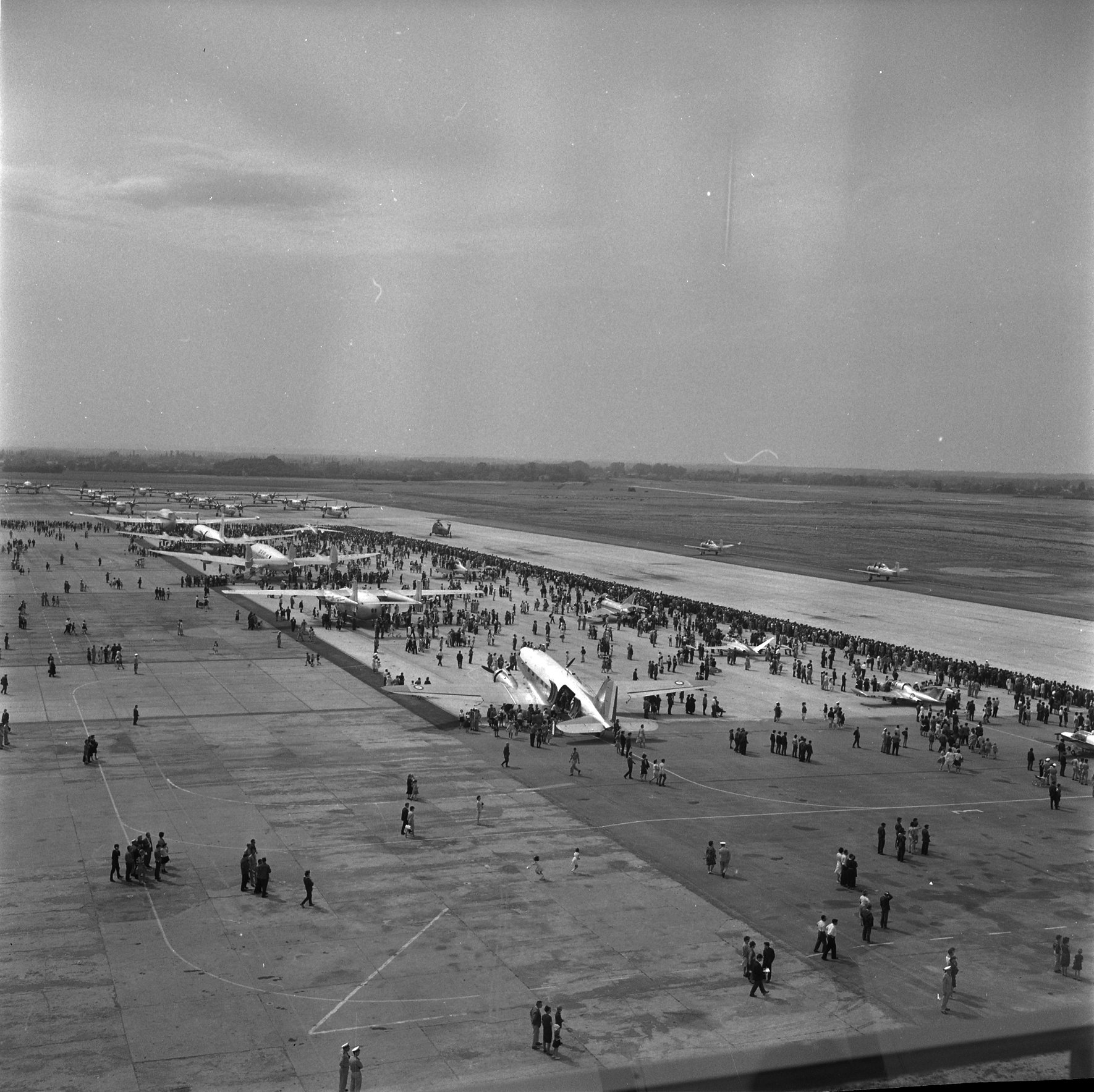
Tarmac de l'aéroport le 9 juin 1963 lors d'une journée portes ouvertes organisée sur la base.

Francazal est le premier aéroport public toulousain, officiellement inauguré en mars 1923, mais avec une activité attestée depuis 1911,,.
Dans les années 1930, activités civiles et militaires se côtoient : point de départ de la ligne France Amérique du Sud d'Air France entre 1933 et 1936, essais des avions Dewoitine/SNCAM, création de la BA 101.
Le 8 septembre 1934 est créé par décret à Francazal un « commissariat spécial permanent chargé du contrôle des passagers de l'air et de la surveillance de l'accomplissement des prescriptions relatives à la police aérienne sur l'aérodrome et dans un rayon de 10 km ».
En 1935 Air France y transfère ses activités d'exploitation commerciale de transport de passagers qui se trouvaient encore sur le site de l'aéroport de Montaudran.

### Seconde Guerre mondiale
L'aéroport de Francazal a subi plusieurs bombardements par les Alliés notamment en juin et août 1944,.

#### Libération de la France
Lors de la libération de la France, le commandant Maurice Parisot y trouve la mort le 5 septembre 1944.

### XXIesiècle

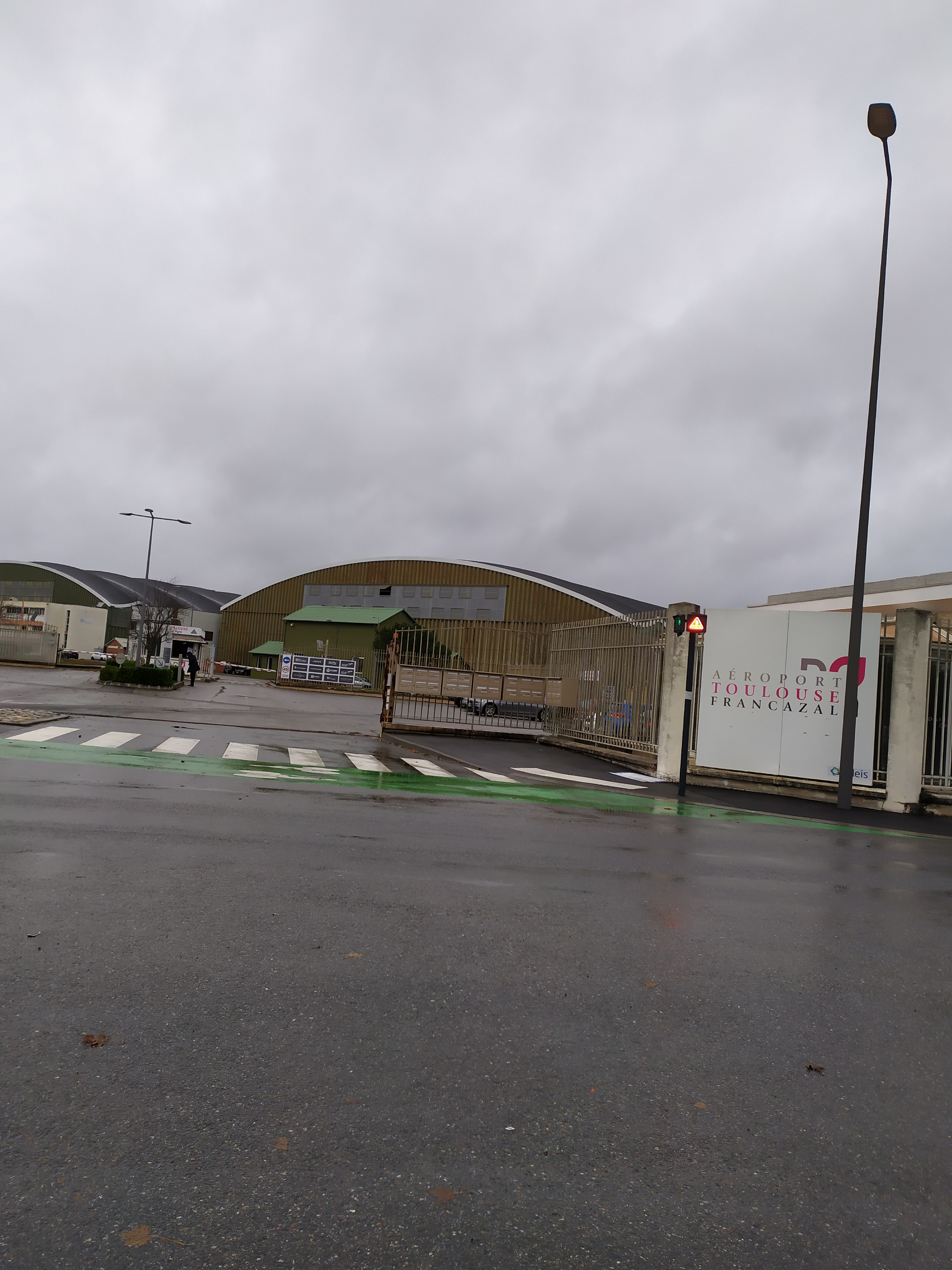
Entrée de l'aéroport en 2019.

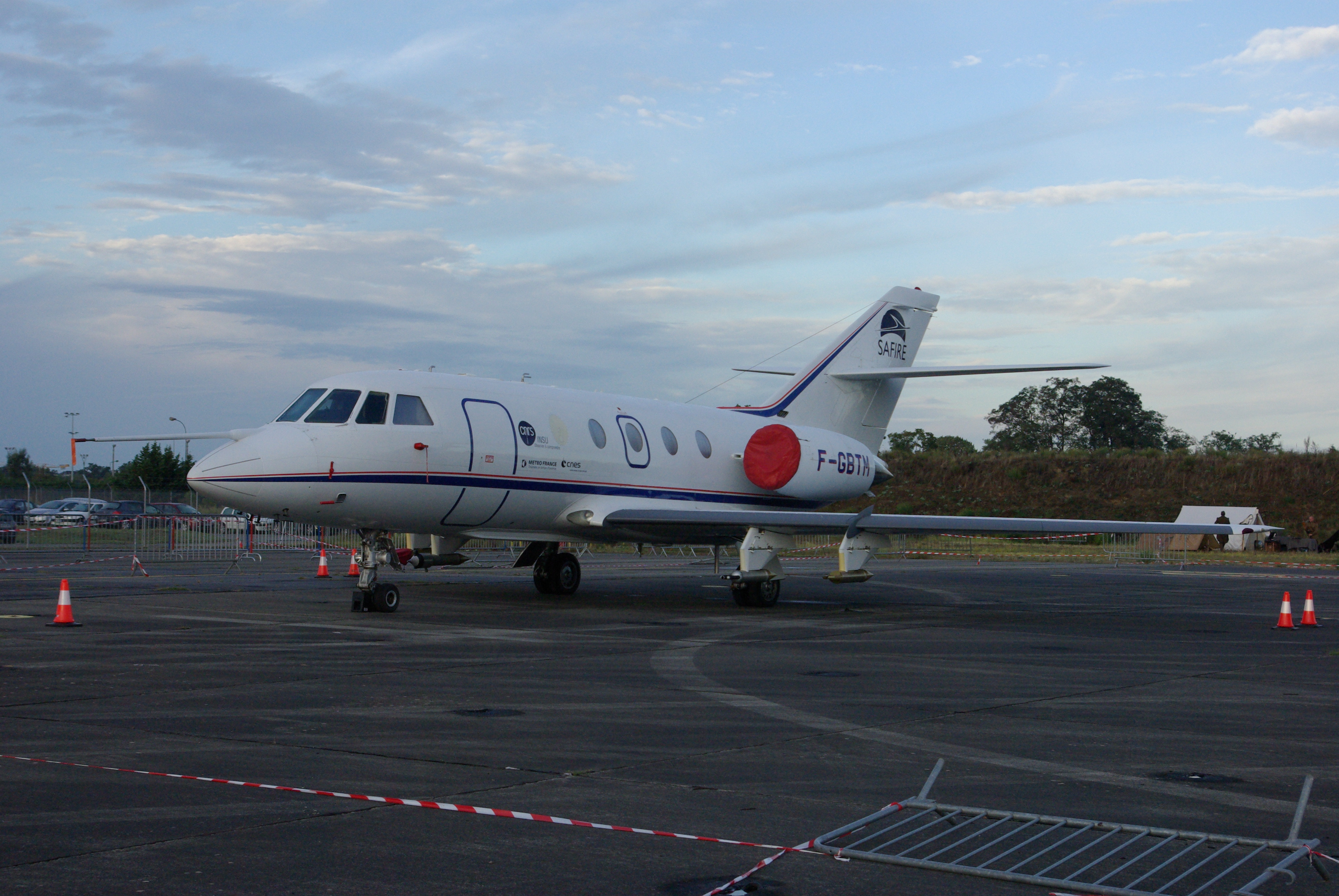
Falcon 20 de SAFIRE à Francazal en 2014.

Il accueille régulièrement des vols de l'aviation d'affaires.
Le Service des Avions Français Instrumentés pour la Recherche en Environnement (SAFIRE) est basé sur l'aérodrome depuis 2005.
En 2008 il accueille la 22e édition d'Airexpo, et est un site de la DGA Essais en vol jusqu'en 2009.
A la suite de la fermeture, le 3 janvier 2011, de la base aérienne 101 de Francazal le site est divisé en 3 parties :
- Au nord, 90 hectares affectés à l'Armée,

- Au centre, l'aérodrome proprement dit transformé en un nouvel aérodrome civil et militaire géré par la société Edeis, qui a repris les activités françaises de SNC-Lavalin (exploitant provisoire de 2011 à 2014, concessionnaire à partir de cette date pour une durée de 45 ans),
- Au sud, 38 ha, situés sur la commune de Cugnaux, destinés à la vente en deux lots de 13 et 25 ha.

Les deux parcelles ont été mises en vente par l'État en 2012. Celle de 25 ha était explicitement destinée à « un emploi à caractère économique et culturel ». Les offres d'achat ont été rejetées en 2013 et les terrains d'une superficie totale de 38 ha sont toujours propriété de l’État.

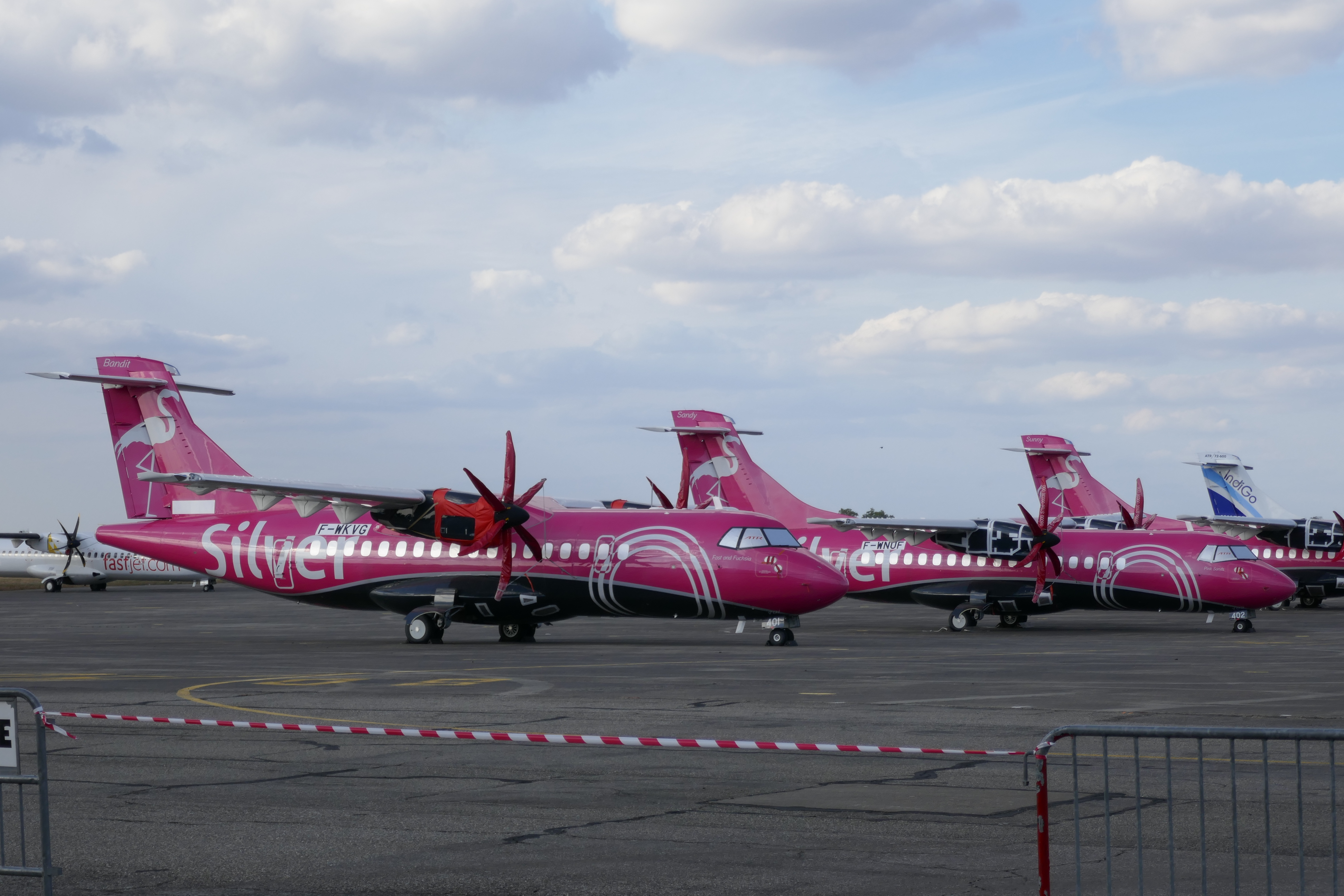
Parking avec les ATR-72 en livraison.

Le Meeting aérien Des Étoiles et des Ailes se tenait sur l'aérodrome de 2015 à 2023.
ATR y installe un nouveau site de maintenance en 2016,,.
Aura Aéro s'y installe en 2018 dans l'objectif de développer l'aviation bas carbone et de construire une usine de 50.000 mètres carrés.
La compagnie aérienne spécialisée dans le fret hors gabarit d'Airbus avait sa base à Francazal de novembre 2023 à janvier 2025 ou étaient basés les Belugas,.
Le 12 août 2025 un Boeing 737 d’Air Algérie a failli se poser sur le site au lieu de celui de Toulouse-Blagnac. 

### Actionnariat
La SETFA SAS (Société d'Exploitation de Toulouse Francazal Aéroport) est un consortium qui regroupe :
- l'entreprise d'ingénierie Edeis (51 %) ;
- l'Aéroport de Toulouse-Blagnac (36 %);
- la CCI de Toulouse (10 %).